# Historia territorial de Canadá

Animación de la evolución de las fronteras y los nombres de las provincias y territorios de Canadá

La historia territorial de Canadá comienza el 1 de julio de 1867 cuando tres colonias de la Norteamérica británica se unieron en el dominio federal independiente de Canadá a través de la Confederación canadiense. Una de estas colonias se dividió luego en dos nuevas provincias, y otras tres colonias se unieron más tarde. Canadá siguió creciendo con nuevas provincias y territorios y se desarrolló durante décadas hasta lograr ser una nación soberana.
Antes de ser parte de la Norteamérica británica, los constituyentes del Dominio de Canadá fueron parte de las colonias de Canadá y Acadia en la Nueva Francia, que fueron cedidas gradualmente al Reino Unido de Gran Bretaña y más tarde al Reino Unido después de la derrota en varias guerras. La influencia francesa siguió viviendo, dado que la lengua francesa era común en las provincias iniciales de Canadá, y sigue siendo uno de los dos idiomas oficiales del país.
La expansión central de Canadá fue poblada originalmente por la Compañía de la Bahía de Hudson del Reino de Inglaterra, que tenía el monopolio real sobre el comercio de la región; Tierra de Rupert fue nombrada en memoria del primer director de la compañía, el príncipe Rupert del Rin. La North West Company se trasladó más adelante a una gran parte de la región, y la competencia y las hostilidades menores entre ambas compañías forzó su fusión. Lo que iba a convertirse en la Colonia de la Columbia Británica fue reivindicada como parte de la Nueva España y la América rusa, hasta 1793 y 1825 respectivamente, y fue durante un tiempo compartida con los Estados Unidos como lo que era conocido para los estadounidenses como el territorio de Oregón, hasta que en 1846 la frontera se extendió al oeste de las Montañas Rocosas hasta el Pacífico a lo largo del paralelo 49° Norte.
Desde que se formó, las fronteras exteriores de Canadá han cambiado siete veces, y se ha pasado de las cuatro provincias de la Confederación a diez provincias y tres territorios. Solo ha perdido territorio significativo en la disputa fronteriza con el Dominio de Terranova sobre Labrador, que más tarde se unió a Canadá como la décima provincia.

## Aclaraciones previas
- Los Territorios del Noroeste (Northwest Territories, o NWT) se formó a partir de varios distritos, pero uno de ellos, el Distrito de Keewatin, tuvo un estatus superior al de los otros distritos de una vez. Debido a esta estatus único, se maneja separadamente de los Territorios del Noroeste en esta lista. Después de 1905 ya no tuvo ningún estatus especial, y finalmente se disolvió en 1999, cuando se creó Nunavut.

- Los mapas usados en esta página, por simplicidad, utilizan la versión moderna de las fronteras de Labrador. Durante gran parte de su historia, Canadá reivindicó que Labrador se extendía solo a lo largo de la costa ("Coasts of Labrador"), mientras que Terranova reclamó el área más grande. Es la reivindicación de Terranova la que se usa.

- Las islas árticas siguieron siendo exploradas y descubiertas a lo largo de la historia de Canadá; aparte de las islas Sverdrup, sin embargo, todos ellas fueron reivindicadas por Canadá en el momento descubrimiento, y para simplificar la lista se omiten la mayoría de los descubrimientos individuales.

## Cronología territorial de Canadá
| Fecha                              | Entidad actual                                                           | Evento | Mapa |
| ---------------------------------- | ------------------------------------------------------------------------ | --- | --- |
| 1 de julio de 1867                 | Ontario · Quebec · Nuevo Brunswick · Nueva Escocia · (1-4.ª provincias)  | Se forma el Dominio de Canadá a partir de tres provincias de la Norteamérica británica: la Provincia de Canadá, que se dividió en las provincias de Ontario y Quebec, y las colonias de Nueva Brunswick y Nueva Escocia. | Mapa del Dominio de Canadá el 1 de julio de 1867, que muestra las provincias de la nación de Ontario (solo parte sur), Quebec (porción sur solamente), Nueva Brunswick y Nueva Escocia en color blanco |
| 15 de julio de 1870                | Manitoba · (5.ª provincia) · Territorios del Noroeste · (1.º territorio) | El Reino Unido transfirió la mayor parte de la tierra de su pertenencia en América del Norte a Canadá, convirtiéndose la Tierra de Rupert y el Territorio Noroeste en los Territorios del Noroeste. La Ley de Tierra de Rupert de 1868 transfirió la región a Canadá a partir de 1869, pero solo se consumó en 1870 cuando se pagaron las £ 300.000 a la Compañía de la Bahía de Hudson. La transferencia de la Tierra de Rupert es la compra más grande de la tierra en la historia de Canadá. En 1870, entró en vigor la Ley de Manitoba y una gran zona de la región recién adquirido cerca de la ciudad de Winnipeg se hizo la provincia de Manitoba. | |
| 20 de julio de 1871                | Columbia Británica · (6.ª provincia)                                     | La Colonia de la Columbia Británica se unió a Canadá como sexta provincia. Columbia Británica se unió a la confederación canadiense tras los Grandes debates de la Confederación en la primavera de 1870 y las Negociaciones de la Confederación del siguiente verano e invierno. | Mapa del país de Canadá el 20 de julio de 1871, que representa el sello postal de la provincia de Manitoba, junto con las provincias de Ontario (solo parte sur), Quebec, Nuevo Brunswick, Columbia Británica y Nueva Escocia en los Territorios del Noroeste de color blanco, que comprende las tierras que drenan en Hudson Bay y se representan en el color rosa. La zona conocida como Terranova, Labrador, Alaska y las islas del norte se representan en el color gris azulado, y no son parte de Canadá. |
| 1 de julio de 1873                 | Isla del Príncipe Eduardo · (7.º provincia)                              | La colonia británica de la Isla del Príncipe Eduardo se unió a Canadá como la séptima provincia por una Imperial Orden-en Consejo (y, como parte de los términos de la unión, se garantizó mediante un enlace de ferry, un término que se ha eliminado una vez finalizado el Puente de la Confederación en 1997). | |
| 26 de junio de 1874                | Ontario                                                                  | Se amplían provisionalmente las fronteras de Ontario al norte y al oeste. Cuando se formó la Provincia de Canadá, sus fronteras no estaban del todo claras, y Ontario reclamó llegar finalmente hasta las Montañas Rocosas y el océano Ártico. Con la adquisición de la tierra de Rupert por Canadá, Ontario estaba interesado en la definición clara de sus fronteras, sobre todo porque algunas de las nuevas áreas interesadas eran de rápido crecimiento. Después de que el gobierno federal pidió a Ontario que pagase por la construcción de la nueva zona en disputa, la provincia pidió una elaboración de sus límites, y sus límites se desplazaron hacia el norte hasta el paralelo norte 51 º Norte.                                                 | |
| 7 de diciembre de 1876             | Distrito de Keewatin                                                     | Se crea el Distrito de Keewatin por la aprobación de la Ley Keewatin el 7 de octubre de 1876 en una tira separada central desde los territorios del noroeste, con el fin de proporcionar gobierno para la creciente área al norte de Manitoba y al oeste de Ontario. | |
| 1 de septiembre de 1880            | Territorios del Noroeste                                                 | El Reino Unido transfirió sus islas árticas a Canadá, y pasaron a ser parte de los Territorios del Noroeste. | |
| 1 de julio de 1881[cita requerida] | Manitoba                                                                 | Las fronteras de Manitoba se ampliaron hasta un postage stamp province tomando tierras desde el este del Distrito de Keewatin hasta el límite occidental de Ontario. Dado que la frontera oriental de la provincia se definió como el "límite occidental de Ontario", la definición exacta no estaba clara, y Ontario disputó una parte de la nueva región. | |
| 7 de mayo de 1886                  | Distrito de Keewatin                                                     | La frontera suroeste del Distrito de Keewatin se ajustó para conformar los límites de los nuevos distritos provisionales de los territorios del noroeste creados en 1882, devolviendo algo de tierra a los Territorios del Noroeste. Los distritos provisionales eran el Distrito de Alberta, el Distrito de Athabasca, Distrito de Assiniboia y el Distrito de Saskatchewan, que se mantuvieron todas como áreas administrativas de los Territorios del Noroeste a diferencia del Distrito de Keewatin. | |
| 12 de agosto de 1889               | Manitoba · Ontario                                                       | La disputa entre Manitoba y Ontario terminó cuando las fronteras de Ontario se finalizaron de conformidad con la Ley (Fronteras de Ontario) Canadá, 1889, que extendió la provincia al oeste hasta el lago de los Bosques y al norte hasta el río Albany. | |
| 2 de octubre de 1895               | Distrito de Keewatin                                                     | Keewatin comprendía la parte de los Territorios del Noroeste al norte de Manitoba en el continente, y todas las islas de las bahías de Hudson, James y Ungava. La parte entre el Distrito de Keewatin, Ontario, y la bahía de Hudson no estaba en ningún distrito, y fue asignado al Distrito de Keewatin por una Orden del Consejo. Se formaron cuatro distritos provisionales adicionales de los Territorios del Noroeste, el Distrito de Yukon, el Distrito de Ungava, el Distrito de Mackenzie y el Distrito de Franklin. | |
| 18 de diciembre de 1897            | Distrito de Keewatin                                                     | Los límites de los distritos provisionales de los Territorios del Noroeste y del Distrito de Keewatin fueron reajustados, debido a las descripciones poco claras de los límites de los distritos originales. La isla Southampton, la isla Coats, la isla Akimiski y otros islas fueron transferidas a Keewatin. | |
| 13 de junio de 1898                | Yukón · (2.º territorio)                                                 | Se crea el Territorio del Yukón en la parte noroeste de los Territorios del Noroeste, y la Ley de Límites de Extensión Quebec de 1898 (Quebec Boundary Extension Act, 1898) amplió las fronteras de Quebec hacia el norte hasta el río Eastmain. | |
| 23 de mayo de 1901                 | Yukón                                                                    | La frontera oriental del territorio de Yukon se ajustó hasta el río Peel, de modo que las fronteras no cruzaran una cuenca, y también para incluir algunas islas más. | |
| 20 de octubre de 1903              | -                                                                        | La disputa fronteriza de Alaska se resolvió fundamentalmente en favor de los Estados Unidos. | |
| 1 de septiembre de 1905            | Alberta · Saskatchewan · (8 y 9.ª provincias)                            | Las provincias de Alberta y Saskatchewan se crearon a partir de los Territorios del Noroeste. La frontera occidental de Saskatchewan y oriental de Alberta corren concurrentes con los cuarto meridiano [A] o el 110°O de longitud. La frontera oriental de Saskatchewan no es un meridiano, sino que sigue una línea en forma de escalera Land Survey Dominion. La frontera norte y sur de Alberta son las mismos que de Saskatchewan: la frontera sur es la frontera entre Canadá y Estados Unidos o el paralelo 49ºN y la frontera norte es el paralelo 60 norte. La frontera occidental de Alberta corre a lo largo de los picos de las Montañas Rocosas y luego se extiende hacia el norte hasta el paralelo 60 norte. Desaparece el Distrito de Keewatin. | |
| 1906                               |                                                                          | La Ley de los Territorios del Noroeste (Northwest Territories Act ) se aprobó en 1906, eliminando el guion a partir del nombre del territorio. | |
| 15 de mayo de 1912                 | Manitoba · Ontario · Quebec                                              | Manitoba, Ontario y Quebec se expanden hasta sus fronteras actuales. Los Territorios del Noroeste están ahora situados solo al norte del paralelo 60 norte (excepto las islas de la bahía de Hudson y la de James) con tres distritos, Keewatin, Mackenzie y Franklin. | |
| 1915                               | Territorios del Noroeste                                                 | Se descubren isla Brock, isla Borden y isla Mackenzie King que se incorporan a los Territorios del Noroeste. | |
| 13 de junio de 1916                | Territorios del Noroeste                                                 | Se descubre la isla Meighen que se incorpora a los Territorios del Noroeste. | |
| agosto de 1916                     | Territorios del Noroeste                                                 | Se descubre la isla Lougheed que se incorporan a los Territorios del Noroeste. | |
| 1925                               | Territorios del Noroeste                                                 | Los límites de los Territorios del Noroeste se expanden, y se extienden ahora hacia el norte hasta el Polo Norte. | |
| 11 de marzo de 1927                |                                                                          | El Comité Judicial del Consejo Privado británico decidió la disputa de límites de Labrador entre el Dominio de Canadá y el Dominio de Terranova, a favor de Terranova. Canadá había aducido que Labrador era solo una corta franja de tierra a lo largo de la costa, y que el resto de la zona reclamada por Terranova era parte de la provincia canadiense de Quebec. Terranova argumentó que los límites de Labrador iban tierra adentro. El Comité Judicial falló a favor de Terranova, sobre la base de la definición de los límites establecidos en la legislación británica en el siglo XIX. El gobierno de Quebec, sin embargo, todavía se niega a reconocer el trazado de fronteras de 1927.                                                            | |
| 11 de noviembre de 1930            |                                                                          | Noruega cede las islas Sverdrup a Canadá, a cambio del reconocimiento británico de la soberanía noruega de Jan Mayen. | |
| 1948                               | Territorios del Noroeste                                                 | Se descubren la isla Air Force, la isla Prince Charles y la isla Foley que se incorporan a los Territorios del Noroeste. | |
| 31 de marzo de 1949                | Terranova y Labrador · (10.ª provincia)                                  | El Dominio de Terranova y su dependencia de Labrador se unieron como décima provincia, llamada Newfoundland, proclamado por la British North America Act 1949. | |
| 1 de abril de 1999                 | Nunavut · (3.º territorio)                                               | Se crea el territorio de Nunavut a partir de los Territorios del Noroeste. Los distritos provisionales ya no son más las áreas administrativas de los Territorios del Noroeste. | |
| 6 de diciembre de 2001             | Terranova y Labrador                                                     | La provincia de Terranova fue renombrada como Terranova y Labrador por la Enmienda a la Constitución de 2001 (Terranova y Labrador). | |
| 1 de abril de 2003                 | Yukón                                                                    | El nombre del Territorio del Yukón se convierte simplemente en Yukón. | |